# Po Toi
Po Toi (en chino, 台岛 蒲, originalmente escrito 蒲 苔 岛) es la isla principal de las islas Po Toi en la Región administrativa especial de Hong Kong, al sur de China, posee una superficie de 3,69 km²
Se dice que la isla era utilizada para producir algas secas (苔), por lo que la isla se llamaba originalmente 蒲 苔 岛, el actual nombre común es una derivación de ese.
Otra explicación afirma que Po Toi se parece a una plataforma flotante (浮台) cuando se ve desde una distancia en el mar. Otro carácter (蒲) significa "flotar" en el dialecto local, lo que daría a la isla su nombre actual.
Es la más meridional isla de la región de Hong Kong, es famosa por sus formaciones rocosas, como la Roca mano de Buda (佛手 岩), la Roca Ataúd (棺材 石), y la "tortuga que sube a la Montaña" (灵 龟 上山). La mansión desierta de la Familia Mo, (巫 氏 废 宅), normalmente se conoce como la "casa encantada", es un lugar popular de "aventura" para los jóvenes visitantes. La isla es también un lugar ideal para Skywatch.

## Transporte
La isla es accesible por kai-to o taxi acuático. Tsui Wah Ferry provee servicios regulares de ferry conectando la isla con Aberdeen y Stanley.